# Saison 27 d'Alerte Cobra
Chronologie
Saison 26 Saison 28
Cet article présente le guide des épisodes la vingt-septième saison de la série télévisée Alerte Cobra.

## Distribution

### Acteurs principaux
- Erdoğan Atalay : Sami Gerçan (inspecteur)
- Tom Beck : Ben Jäger (inspecteur)

### Acteurs récurrents
- Katja Woywood : Kim Krüger (chef de service)
- Daniela Wutte : Susanne König (secrétaire)
- Dietmar Huhn : Henri Granberger (brigadier)
- Gottfried Vollmer : Boris Bonrath (brigadier)
- Siggi H : Siggi Müller (brigadier)
- Niels Kurvin : Armand Freund (police scientifique)
- Kerstin Thielemann : Isolde Maria Schrankmann (procureure générale)
- Carina Wiese : Andréa Gerçan (femme de Sami)
- Oliver Pocher : Oliver Sturm

## Diffusion
En Allemagne, la saison a été diffusée du 11 mars 2010 au 22 avril 2010, sur RTL Television.
En France, la saison a été diffusée du 8 mai 2013 au 16 mai 2013 sur TMC.

## Épisodes

### Épisode 1:Une longue absence
- Allemagne : 11 mars 2010 sur RTL Television
- France : 8 mai 2013 sur TMC

### Épisode 2:Cyberstorm
- Allemagne : 18 mars 2010 sur RTL Television
- France : 10 mai 2013 sur TMC

### Épisode 3:Mauvaise posture
- Allemagne : 25 mars 2010 sur RTL Television
- France : 13 mai 2013 sur TMC

### Épisode 4:Le premier de la classe
- Allemagne : 8 avril 2010 sur RTL Television
- France : 14 mai 2013 sur TMC

### Épisode 5:De père en fils
- Allemagne : 15 avril 2010 sur RTL Television
- France : 15 mai 2013 sur TMC

### Épisode 6:Opération Tigre
- Allemagne : 22 avril 2010 sur RTL Television
- France : 16 mai 2013 sur TMC